# Трой (округ Сок, Вісконсин)
Трой (англ. Troy) — місто (англ. town) в США, в окрузі Сок штату Вісконсин. Населення — 781 особа (2020).

## Демографія
Згідно з переписом 2010 року, у місті мешкали 794 особи в 295 домогосподарствах у складі 220 родин. Було 336 помешкань
Расовий склад населення:
| - 97,6 % — білих - 0,3 % — чорних або афроамериканців - 0,3 % — азіатів - 1,8 % — осіб інших рас |

До двох чи більше рас належало 0,1 %. Частка іспаномовних становила 3,8 % від усіх жителів.
За віковим діапазоном населення розподілялося таким чином: 24,9 % — особи молодші 18 років, 62,5 % — особи у віці 18—64 років, 12,6 % — особи у віці 65 років та старші. Медіана віку мешканця становила 41,4 року. На 100 осіб жіночої статі у місті припадало 111,7 чоловіків;  на 100 жінок у віці від 18 років та старших — 114,4 чоловіків також старших 18 років.
Середній дохід на одне домашнє господарство  становив 81 145 доларів США (медіана — 57 125), а середній дохід на одну сім'ю — 94 762 долари (медіана — 75 938). Медіана доходів становила 40 865 доларів для чоловіків та 35 326 доларів для жінок. За межею бідності перебувало 5,8 % осіб, у тому числі 6,2 % дітей у віці до 18 років та 1,8 % осіб у віці 65 років та старших.
Цивільне працевлаштоване населення становило 459 осіб. Основні галузі зайнятості: сільське господарство, лісництво, риболовля — 19,0 %, виробництво — 13,1 %, освіта, охорона здоров'я та соціальна допомога — 11,8 %, будівництво — 10,9 %.